# TV3 (말레이시아)
TV3는 말레이시아의 텔레비전 채널이다.

## 같이 보기
- TV9